# Mizur
Mizur (ros. Мизур) – osiedle w Rosji, w Osetii Północnej, w rejonie ałagirskim. W 2010 liczyło 3166 mieszkańców.